# Anathallis sclerophylla
Anathallis sclerophylla là một loài lan.

## Hình ảnh

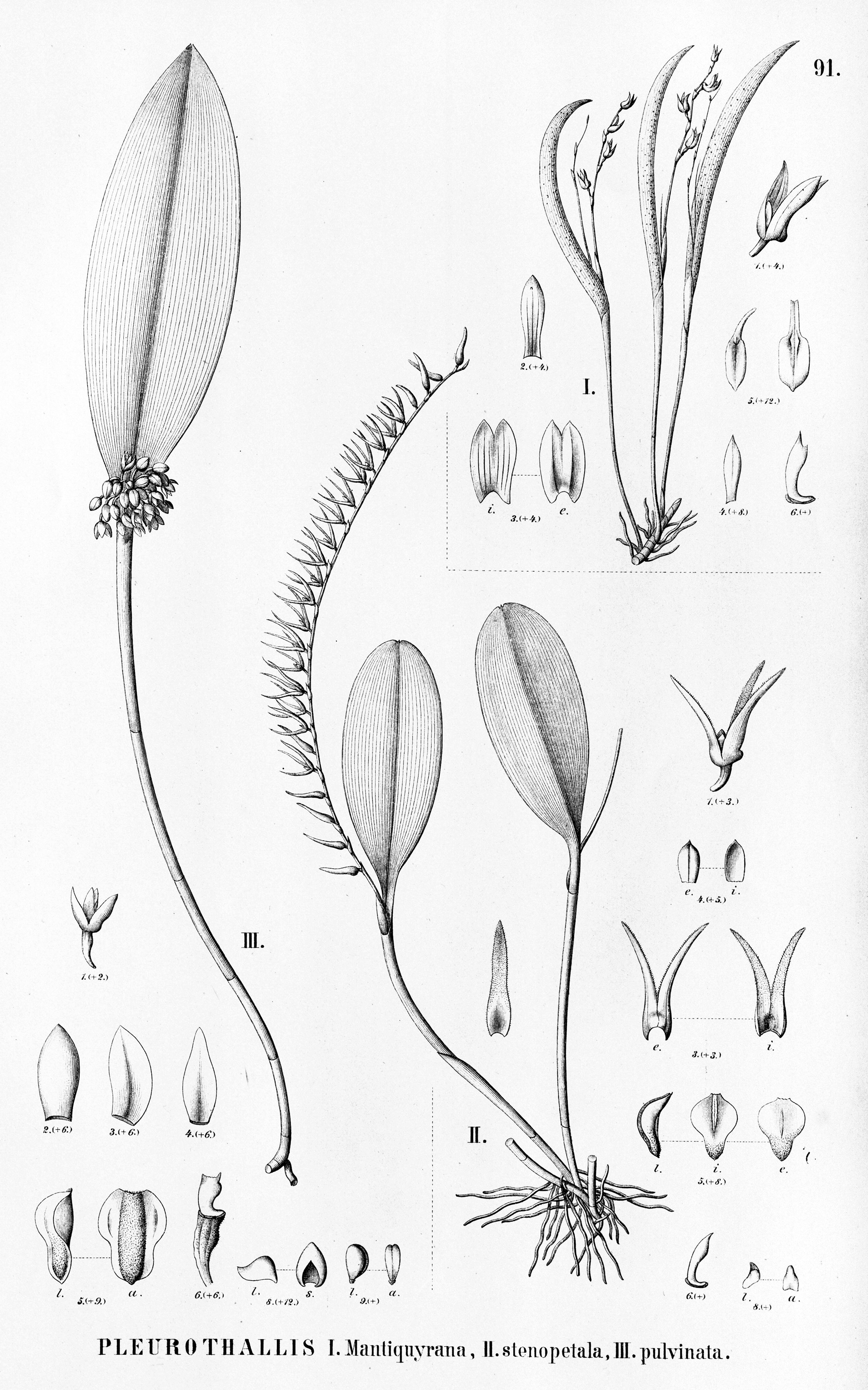